# Philipp Schaefer (Architekt)

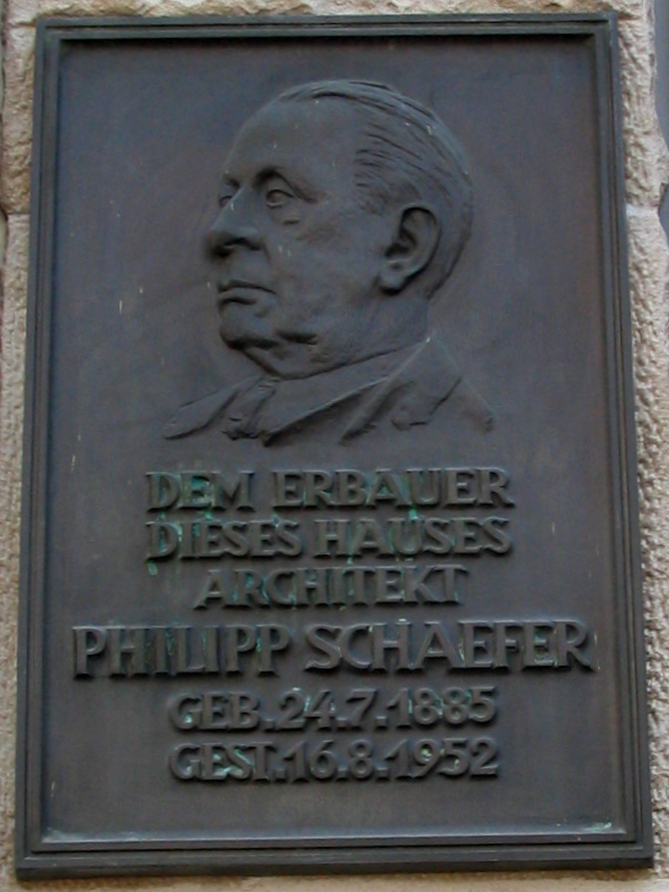
Gedenktafel am Düsseldorfer Karstadt-Gebäude, Willi Hoselmann, um 1952

Philipp Schaefer (auch: Philipp Schäfer) (* 24. Juli 1885 in Offenbach am Main; † 16. August 1952 in Essen) war ein deutscher Architekt.
Schaefer war über dreißig Jahre lang als Chef-Planer für die Warenhausbauten der Firma Karstadt verantwortlich. Sein Schaffen steht in der Tradition des Neuen Bauens.

## Leben und Werk
Von 1899 bis 1902 absolvierte Schaefer eine Schreiner- und Zimmermannslehre und besuchte die Technischen Lehranstalten in Offenbach. Zwischen 1903 und 1908 arbeitete er im Atelier von Joseph Maria Olbrich in der Darmstädter Künstlerkolonie, im Zusammenhang mit dem Bau des von Olbrich entworfenen Warenhauses Tietz in Düsseldorf wurde er Mitarbeiter der Firma Schöndorff, die den Innenausbau dieses Hauses ausführte. 1920 wechselte er zur Rudolph Karstadt AG nach Hamburg, baute aber während dieser Zeit auch für andere Bauherren.
Philipp Schaefer beeinflusste in den 1920er- und 1930er-Jahren die Architektursprache des Warenhauses in Deutschland. Seine Bauten wiesen zumeist eine strenge vertikale Gliederung auf und zeigten Anklänge an die US-amerikanische Hochhaus-Architektur in Chicago oder New York. Schaefers Bauten finden sich noch heute in zahlreichen deutschen Städten, darunter Berlin, Düsseldorf und Hamburg.
Sein bekanntestes und bedeutendstes Bauwerk war das 1927 bis 1929 entstandene Warenhaus Karstadt am Hermannplatz in Berlin-Kreuzberg, das damals modernste Warenhaus Europas. Der gigantische Baukörper erhob sich an der Westseite des Platzes 32 m über das Bodenniveau. Zwei Türme zur Platzfront überragten das mit Muschelkalk verkleidete Gebäude um weitere 24 m. Sie waren von je 15 m hohen Lichtsäulen bekrönt. In neun Etagen (davon zwei unterirdisch) standen etwa 72.000 m² Nutzfläche zur Verfügung. Ein Novum war der direkte Zugang zur U-Bahn. Dachgarten und Aussichtsterrasse entwickelten sich rasch zu einem beliebten Treffpunkt. Am 25. April 1945 wurde das Haus mutmaßlich von der Waffen-SS durch Brandstiftung oder Sprengung zerstört, da die Lebensmittelvorräte den herannahenden sowjetischen Truppen nicht in die Hände fallen sollten und das Bauwerk eine strategische Bedeutung besaß. Lediglich ein kleiner Gebäudeteil zur Hasenheide blieb erhalten.

## Bauten (Auswahl)

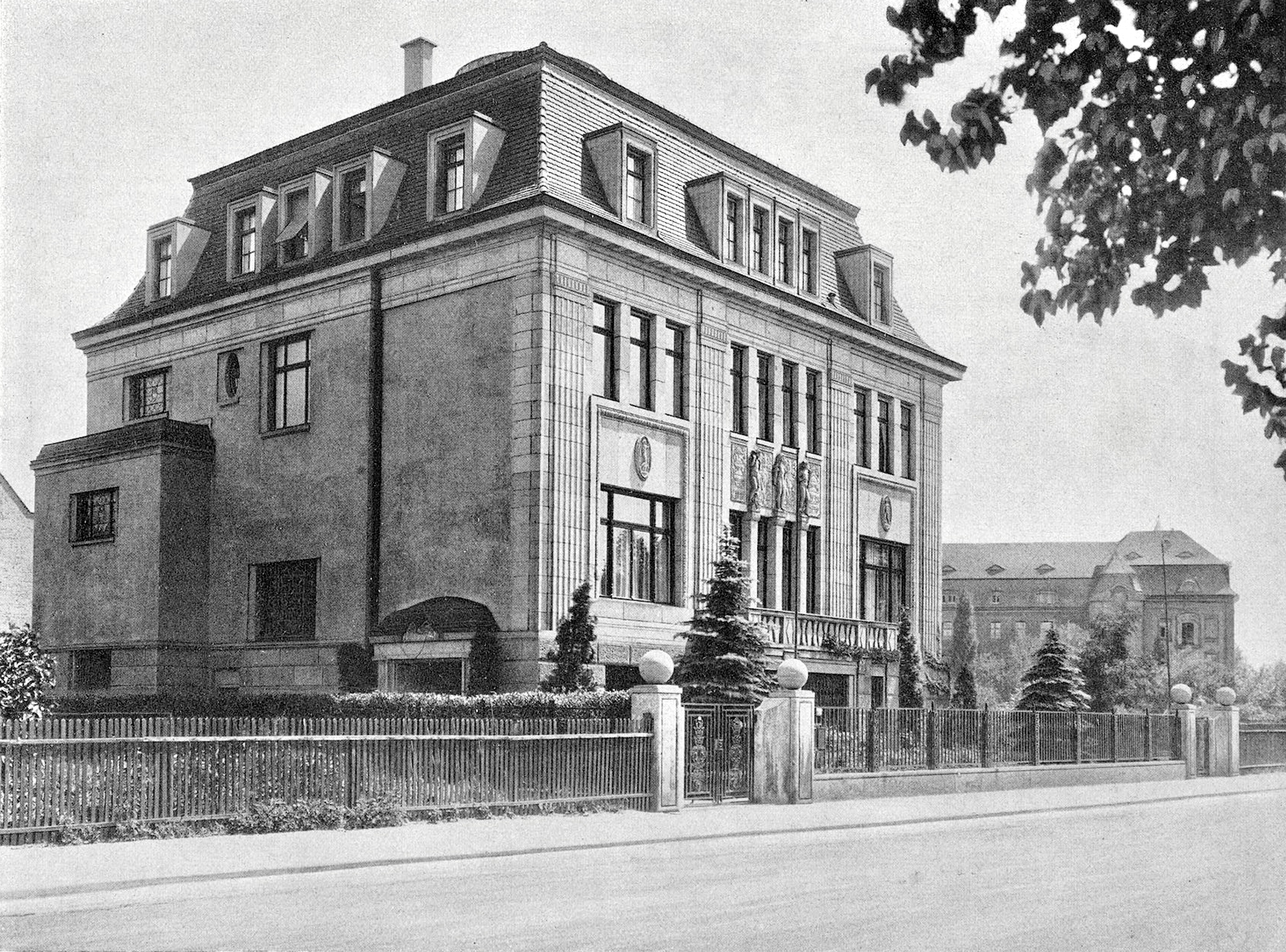
Privathaus Hermann und Ida Wronker, Frankfurt am Main, Bj. 1911

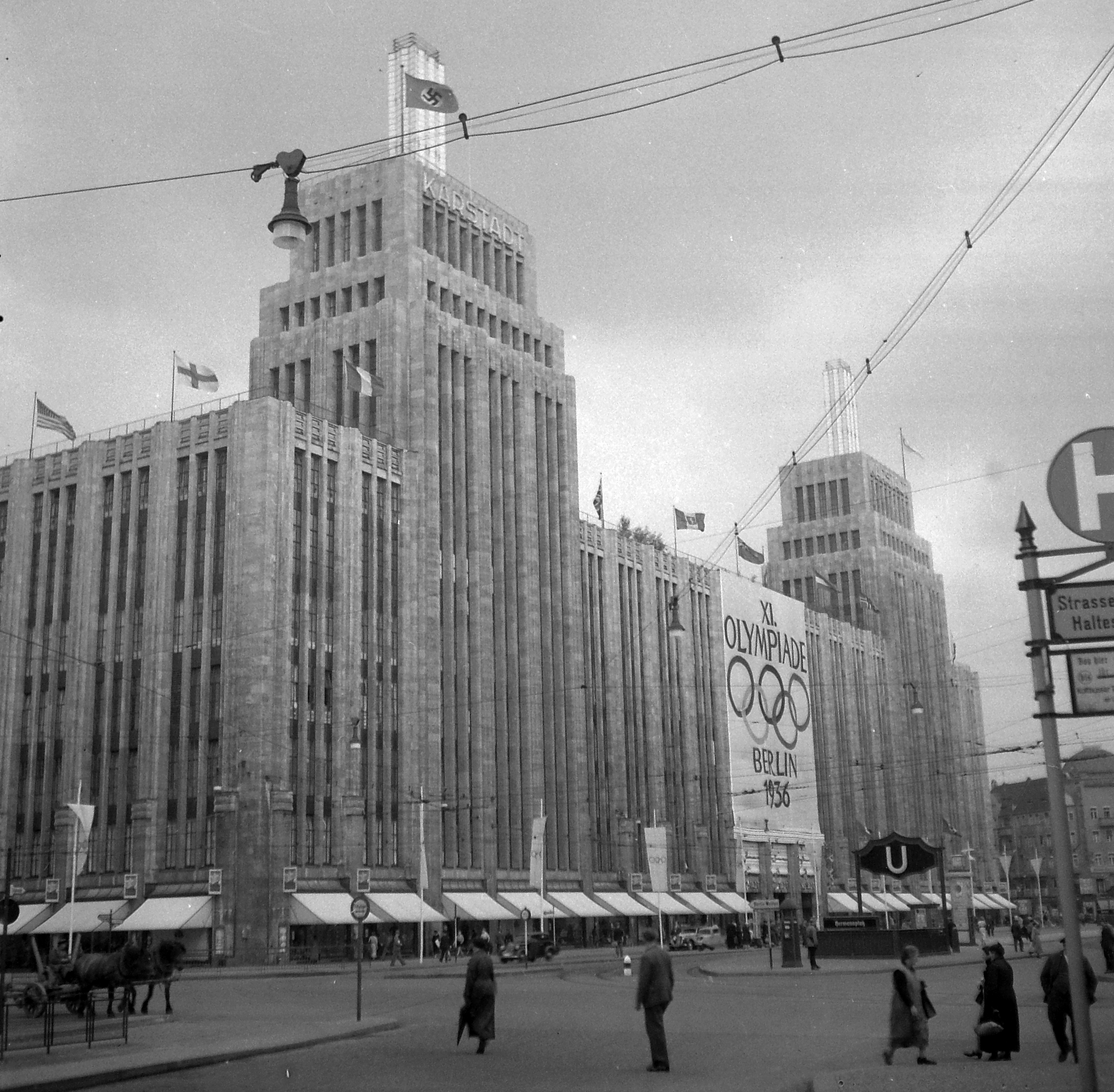
Karstadt am Hermannplatz von 1929, während der Olympiade 1936

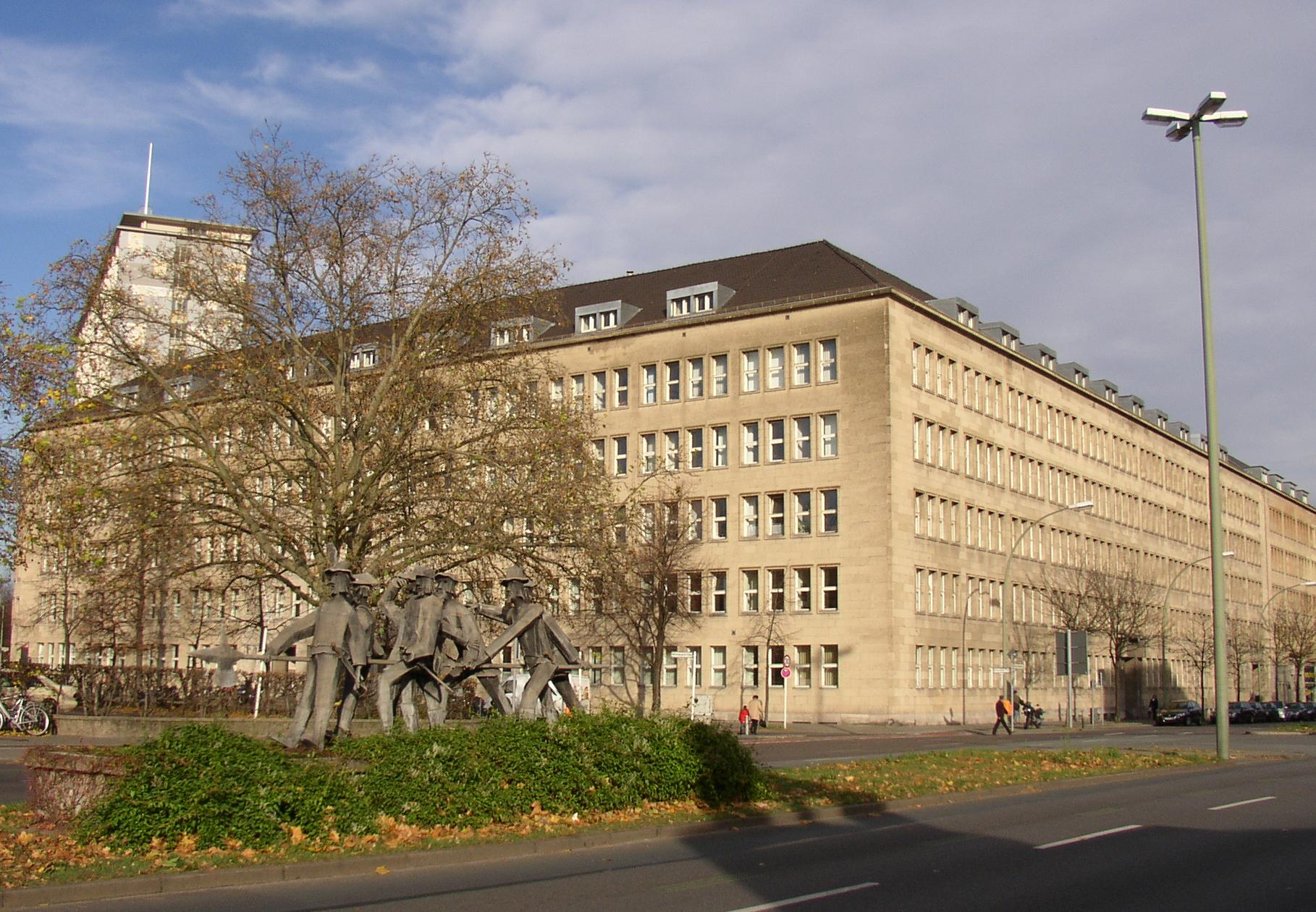
Ehemaliges Karstadt-Verwaltungsgebäude am Fehrbelliner Platz

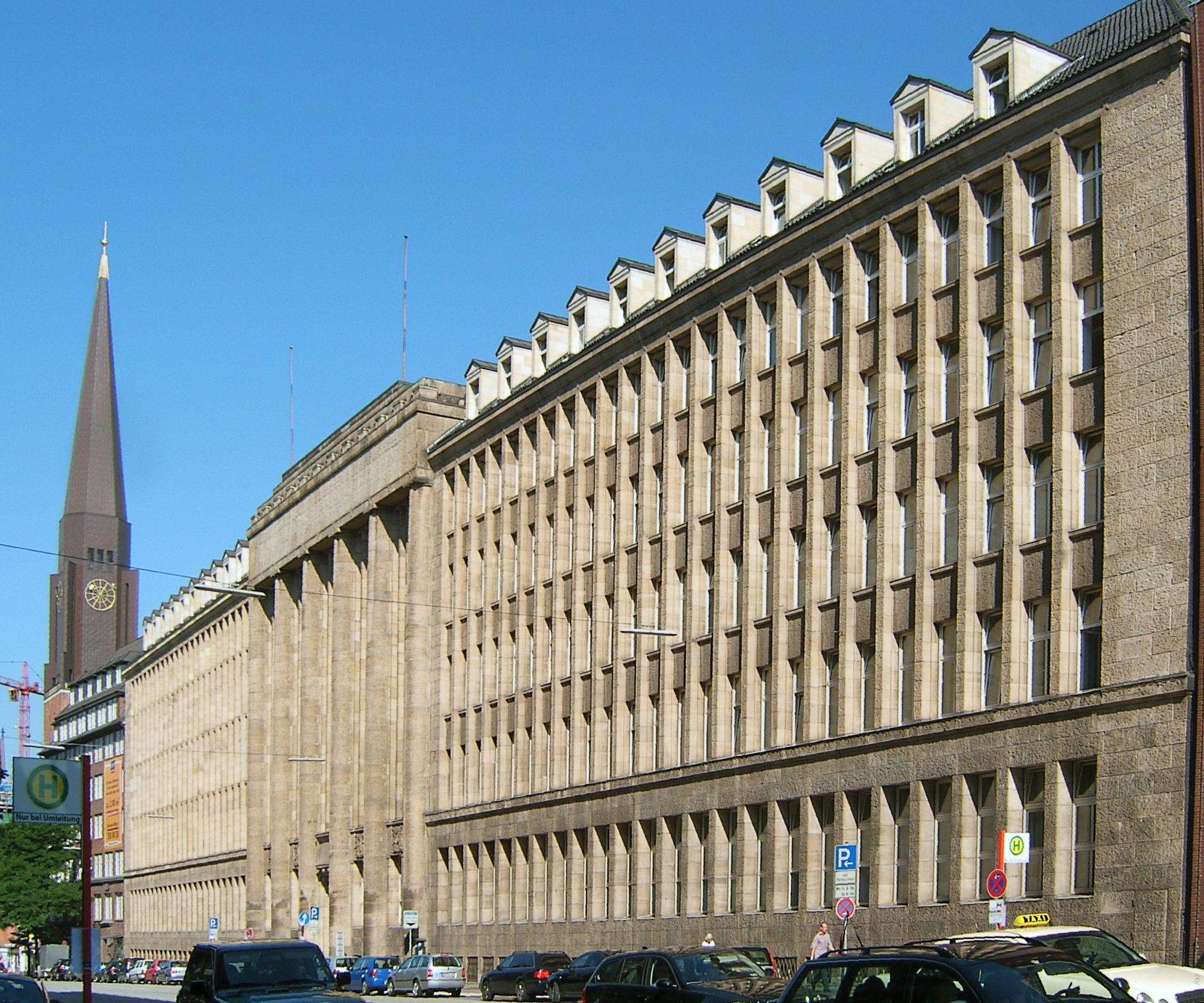
Ehemalige Karstadt-Hauptverwaltung in der Hamburger Steinstraße

- 1907–1909: Warenhaus der Leonhard Tietz AG (heute: Kaufhof) in Düsseldorf, Königsallee (als Mitarbeiter des entwerfenden Architekten Joseph Maria Olbrich)
- 1911: Privathaus des Warenhausbesitzers Hermann Wronker, Frankfurt am Main
- 1919: Geschäfts- und Lagerhaus der Ludwig Ganz AG in Mainz[1]
- 1920: Verwaltungsgebäude der Firma Schöndorff in Düsseldorf-Lierenfeld
- 1921–1924: Hauptverwaltung der Rudolph Karstadt AG in Hamburg, Steinstraße / Bugenhagenstraße (erhalten, heute Finanzämter Hamburgs)
- vor 1924: Villa für den Warenhausbesitzer Wronker in Frankfurt am Main
- 1926: Einkaufshaus der Rudolph Karstadt AG in Chemnitz, Annaberger Straße
- 1927–1929: Karstadt am Hermannplatz, Warenhaus der Rudolph Karstadt AG in Berlin-Kreuzberg, Hasenheide / Hermannplatz / Urbanstraße
- 1928: Villa für Hermann Schöndorff (1868–1936) in Hamburg, Harvestehuder Weg 27 (1966 abgerissen)
- 1928–1929: Wohn- und Geschäftshaus in Berlin-Prenzlauer Berg
- vor 1929: eigenes Wohnhaus in Hamburg
- 1929–1930: Villa für Hermann Schöndorff in Berlin-Schmargendorf, heute Residenz des Israelischen Botschafters (unter Denkmalschutz)
- 1930–1931: Hauptverwaltung der Rudolph Karstadt AG in Berlin-Mitte, Neue Königstraße (heute: Otto-Braun-Straße; 1935 verkauft an das Reichsfinanzministerium, nach 1945: Polizeipräsidium Berlin; unter Denkmalschutz)
- 1935–1936: Hauptverwaltung der Rudolph Karstadt AG in Berlin-Wilmersdorf, Hohenzollerndamm / Fehrbelliner Platz / Württembergische Straße (später durch diverse Bundes- und Landesämter genutzt; unter Denkmalschutz)
- 1936–1937: Verwaltungsgebäude der Bauunternehmung Wiemer & Trachte GmbH in Berlin-Wilmersdorf, Hohenzollerndamm / Sächsische Straße / Pommersche Straße (erhalten, unter Denkmalschutz)

Weitere Warenhaus- bzw. Geschäftshausbauten für die Unternehmensgruppe Karstadt / Althoff / Einheitspreis-AG:
- 1921–1924: Wilhelmshaven (R. Karstadt, erhalten, Fassade unter Denkmalschutz)
- 1925: Dortmund-Aplerbeck (Kaufhaus Rosenberg, 1928 = Rudolph Karstadt AG, erhalten, nach 2009 Kaufland)
- 1926: Dömitz/Meckl. (R. Karstadt, erhalten, einschließlich Lichthof im Originalzustand)
- 1926: Duisburg (Umbau des von Karstadt übernommenen Kaufhauses Loewe, Münzstraße 1. 1932 = Kepa, 1944 zerstört, Wiederaufbau Kepa)
- 1929: Göttingen (R. Karstadt, Fassade 1959 bei Erweiterung des Hauses stark verändert)
- 1930: Recklinghausen (Th. Althoff, 2016 geschlossen, erhalten, bis 2024 Umbau zum „Marktquartier“)
- 1928: Hamburg-Barmbek (R. Karstadt, Juli 1943 zerstört)
- 1929: Bottrop (Th. Althoff, 1943 zerstört, Wiederaufbau ab 1951, erhalten, eingestuft als erhaltenswert. 2016 geschlossen, nach Zwischenspiel Kaufhaus Moses ab ca. 2024 Umbau für die Stadtverwaltung, ggf. Einzelhandel im Erdgeschoss)
- 1929: Buer (Th. Althoff, Erweiterung und Umbau des Hauses von 1912, 2009  geschlossen, Umbau zum Lindencarree, erhalten)
- 1931: München (Umbau und Erweiterung des „Oberpollinger“, teilweise erhalten)
- 1929: Celle (R. Karstadt, 1965 abgebrochen für Neubau)
- 1928: Neubrandenburg (R. Karstadt, 1945 beim Einmarsch der Roten Armee nach Plünderung der Stadt in Brand geraten, Ruine nach 1955 abgebrochen)
- 1925: Burg bei Magdeburg (R. Karstadt, erhalten, einschließlich Lichthof in der Ursprungsform, unter Denkmalschutz)
- 1930–1932: Bremen, Obernstraße / Sögestraße (Warenhaus Karstadt, in Zusammenarbeit mit den Bremer Architekten Behrens und Neumark, größtes erhaltenes Karstadt-Warenhaus aus dieser Zeit, Fassade 1988/1989 weitgehend in den alten Zustand zurückversetzt, seit 2010 unter Denkmalschutz)
- 1931–1932: Essen, Limbecker Platz (Umbau und Erweiterung Th. Althoff, 1943 teilweise kriegszerstört, Wiederaufbau, bis 2009 abgebrochen für das Einkaufszentrum Limbecker Platz)
- 1950: Wiederaufbau der zerstörten Häuser Bottrop und Gladbeck (an anderer Stelle, Hochstraße 10, 2017 Abriss)
- 1952: Düsseldorf, Schadowstraße (letzter Warenhausneubau Schaefers, erhalten)
- diverse Kaufhausbauten für die Karstadt-Tochter Epa (später Kepa). Erhalten sind u. a. Gebäude in B.-Schöneberg, -Neukölln, -Prenzlauer Allee, -Greifswalder Str., und Halberstadt.
- weitere um 1928/29 geplante Warenhaus-Bauten für die Rudolph Karstadt AG konnten aufgrund der sich ab 1931 massiv bemerkbar machenden Folgen der Weltwirtschaftskrise 1929 nicht mehr umgesetzt werden:  Berlin-Schöneberg (Hauptstr.), B.- Wedding (Müllerstr.), Dortmund (Althoff, Ersatzbau), Hamburg, Hannover (Ersatzbau Georgstr.), Herne, Lübeck (Ersatzbau), Ludwigslust (Ersatz für Altbau von 1901), Münster/Westf. (Neubau Althoff, Baugrube 1929 bereits ausgehoben, Baustopp, bis 1959 als „Karstadt-Loch“ bekannt), Neumünster (Ersatzbau).